# Philippe de Broca
Alex Claude Philippe de Broca de Ferrussac (Parigi, 15 marzo 1933 – Neuilly-sur-Seine, 26 novembre 2004) è stato un regista e sceneggiatore francese.

## Biografia
Figlio di un industriale della fotografia di origini nobili, studiò presso la Scuola Tecnica di Fotografia e Cinematografia (ETPC) École nationale supérieure Louis-Lumière, dove diresse il suo primo cortometraggio. Svolse il servizio militare in Algeria, dove per tre anni seguì come operatore di ripresa la guerra d'Algeria. Gli orrori visti e che testimoniò, lo segnarono, convincendolo nella sua futura attività autoriale a ritrarre la realtà in chiave fantasiosa. Dopo aver girato numerosi documentari in Africa, di ritorno a Parigi, visse di piccoli ruoli tecnici fin quando nei primi anni cinquanta assunse più volte il compito di assistente alla regia. Ebbe l'opportunità di lavorare al fianco di Georges Lacombe, Henri Decoin, Claude Chabrol e François Truffaut, figurando nel cast tecnico di alcuni importanti film della Nouvelle Vague. Nel 1960 debuttò come regista con I giochi dell'amore, cui seguì Don Giovanni '62, entrambi interpretati da Jean-Pierre Cassel e sceneggiati da Daniel Boulanger. 
Ma è dopo il successo ottenuto con Cartouche (1961) con Jean-Paul Belmondo, del quale firmò anche la sceneggiatura, che il regista si avviò a realizzare una serie di film popolari a grande budget. Il riconoscimento internazionale arrivò con L'uomo di Rio (1963), ancora con Belmondo, col quale lavorò in altri tre successi, L'uomo di Hong Kong (1965), con Ursula Andress, Come si distrugge la reputazione del più grande agente segreto del mondo (1973), una parodia dei film di spionaggio, e L'incorreggibile (1975). 
La fedeltà ai suoi attori è una costante che si ritrova anche nelle due commedie di puro intrattenimento, Disavventure di un commissario di polizia (1977) e Hanno rubato le chiappe di Afrodite (1979), con Annie Girardot e Philippe Noiret. Commedie che consentirono a De Broca di ritrovare il successo, dopo vari fallimenti tra la fine degli anni sessanta e l'inizio degli anni settanta. Infatti, dopo il fiasco Tutti pazzi meno io (1966), De Broca decise addirittura interrompere la sua attività cinematografica. Così per due anni tornò in Africa come pilota di piccoli aerei civili, un'esperienza che lo ispirò successivamente nella realizzazione di Vacanze africane (1983). 
Nel 1987 adattò il romanzo di Honoré de Balzac Gli Sciuani con il film Chouans! I rivoluzionari bianchi, interpretato da Sophie Marceau e Philippe Noiret. Con Il cavaliere di Lagardère, adattato da un romanzo di Paul Féval nel 1997 fece rivivere il genere cappa e spada. Se il suo penultimo film con Jean-Paul Belmondo, Amazone (2000) non andò bene, il suo ultimo film Vipère au poing, da un celebre romanzo di Hervé Bazin, con Jacques Villeret e Catherine Frot, e uscito nelle sale poco prima della sua morte, avvenuta nel 2004, ebbe un buon successo. La sua società di produzione si chiamava Fildebroc. Fu insignito del titolo di cavaliere della Legion d'onore, ed ebbe tre figli, uno nel 1971 dall'attrice Marthe Keller, due da Valérie Rojan, dopo il matrimonio (1983-1984) con Margot Kidder. È sepolto nel cimitero Sauzon di Belle-Île-en-Mer, Morbihan, al largo delle coste meridionali della Bretagna. La sua tomba riporta l'epitaffio: «J’ai assez ri !...» (Ho riso abbastanza...).

## Filmografia
- I giochi dell'amore (Les Jeux de l'amour) (1960)
- Don Giovanni '62 (Le farceur) (1960)
- L'amante di 5 giorni (L'amant de cinq jours) (1961)
- I sette peccati capitali (Les Sept Péchés capitaux) (1962)
- Cartouche (1962)
- I fortunati (Les Veinards) (1962)
- ...poi ti sposerò (Un Monsieur de compagnie) (1964)
- L'uomo di Rio (L'Homme de Rio) (1964)
- L'uomo di Hong Kong (Les Tribulations d'un Chinois en Chine) (1965)
- Tutti pazzi meno io (Le Roi de cœur) (1966)
- Mademoiselle Mimi, episodio de L'amore attraverso i secoli (Le Plus vieux métier du monde) (1967)
- Non tirate il diavolo per la coda (Le Diable par la queue) (1968)
- Portami quello che hai e prenditi quello che vuoi (Les Caprices de Marie) (1969)
- Darsela a gambe (La Poudre d'escampette) (1971)
- La lunga notte di Louise (Chère Louise) (1972)
- Come si distrugge la reputazione del più grande agente segreto del mondo (Le Magnifique) (1973)
- L'incorreggibile (L'Incorrigible) (1975)
- Julie pot de colle (1977)
- Disavventure di un commissario di polizia (Tendre Poulet) (1977)
- Le Cavaleur (1978)
- Hanno rubato le chiappe di Afrodite (On a volé la cuisse de Jupiter) (1980)
- Psy (1980)
- Vacanze africane (L'Africain) (1983)
- La Gitane (1986)
- Chouans! I rivoluzionari bianchi (Chouans!) (1987)
- Le mille e una notte (Les Mille et une Nuits) (1990)
- Les Clés du paradis (1991)
- Le Jardin des plantes (1994)
- Il cavaliere di Lagardère (Le Bossu) (1997)
- Amazone (2000)
- Beau Masque (2003)
- Vipère au poing (2004)